# Granger, Texas
Granger là một thành phố thuộc quận Williamson, tiểu bang Texas, Hoa Kỳ. Năm 2010, dân số của xã này là 1419 người.

## Dân số
- Dân số năm 2000: 1299 người.
- Dân số năm 2010: 1419 người.